# OpenDNS
OpenDNS je služba pro překlad doménových jmen. Je k disposici zdarma, ovšem neexistující domény jsou přesměrovány na stránky provozovatele služby, kde je umístěna reklama. Tou je financován provoz serverů. 
Překládání doménových jmen je obvykle rychlejší než u přetížených serverů poskytovatelů Internetu. Další vlastností jsou automatické opravy překlepů (například „wikipedia.og“ bude fungovat stejně dobře jako „wikipedia.org“) a blokování stránek dopouštějích se phishingu, které je ovšem vnímáno kontroverzně. Je možné také blokovat různé další kategorie domén. 
Slovo open (anglicky otevřený) ve jméně odkazuje na skutečnost, že službu může využívat každý, nejedná se o odkaz na otevřený software. 